# Regió de Kigoma
Kigoma és una de les trenta regions administratives en les quals està dividida la República Unida de Tanzània. La seva principal població és la ciutat de Kigoma.

## Districtes
Aquesta regió es troba subdividida internament en quatre districtes:
- Kigoma Urbà
- Kigoma Rural
- Kasulu
- Kibondo

## Territori i població
La regió de Kigoma té una extensió de territori que abasta una superfície de 37.037 quilòmetres quadrats. A més aquesta regió administrativa té una població d'1.979.109 persones. La densitat poblacional és de 45 habitants per cada quilòmetre quadrat de la regió.